# Lotus: The Ultimate Challenge
Lotus: The Ultimate Challenge é o terceiro e último dos 3 jogos eletrônicos de corrida da série Lotus Challenge. Esse game recebeu ainda outros nomes: sua versão para o console Amiga foi intitulada Lotus III: The Ultimate Challenge; a versão do Mega Drive se chama Lotus II - RECS. E por último, a versão do Amiga CD-32, onde os 3 jogos da série foram lançados conjuntamente com o nome Lotus Trilogy.